# Сейзина
Сейзина — в феодальной Европе особое вещное право, регламентирующее отношения между сеньором и вассалом. Владелец сейзины мог владеть ею, получать от неё плоды и распоряжаться ею (с некоторыми оговорками). В то же время владелец сейзины нёс службу в пользу своего сеньора (будь то вассальная служба или различные повинности и платежи). Это собственность в рамках сеньории. Фактически сейзина могла приобретать форму феода и передаваться вассалу с помощью инвеституры. Права держателя земли принимали устойчивый характер в результате давности обладания земельным участком. Сначала обычное право предусматривало для этого короткий срок (год и один день), но позднее этот срок увеличился от 10 до 30 лет.